# Julia de Sistelo
Júlia Labourdonnay Gonçalves Roque, vicomtesse de Sistelo (née en 1853, morte en 1932), est une peintre naturaliste reconnue à la fin du XIXe et au début du XXe siècle, pionnière dans l'accès des femmes à l'enseignement artistique et dans la participation des femmes portugaises-brésiliennes et luso-brésiliennes aux salons parisiens. Elle est parfois identifiée sous le nom de Julie de Cistello ou Julie de la Bourdonnay Cistello.

## Biographie
Née le 22 novembre 1853 à Rio de Janeiro, elle est la fille de Boaventura Gonçalves Roque (1822—1894), né à Sistelo (Arcos de Valdevez), un village du nord du Portugal considéré une perle du patrimoine, situé dans le Parc national de Peneda-Gerês. D'origine modeste, son père avait émigré très jeune pour le Brésil, où il a fait fortune d'abord en tant que patron d'une plantation coloniale de café et ensuite en tant que marchand de café, avant de devenir mécène d'initiatives sociales, culturelles (il fut directeur du Cabinet royal portugais de lecture de 1871 à 1873) et coloniales (en 1878, il participa à l'ouverture d'une succursale à Rio de Janeiro de la Société de géographie de Lisbonne, la principale institution promouvant le projet colonial portugais sur le continent africain). Sa mère, Maria Luisa de Labourdonnay, avait une famille maternelle d'origine aristocratique française, exilée à Rio de Janeiro après la Révolution française. Elle mourut alors que Júlia n'avait que six ans, mais éduqua ses trois filles dès leur plus jeune âge aux lettres (elles parlaient français, anglais, italien et allemand), à la musique (elles étaient élèves du compositeur Arthur Napoleão) et aux arts.

### L'arrivée de la peinture en plein air au Brésil
Parmi ses professeurs de peinture figurent deux artistes pionniers de la peinture de plein air au Brésil : Joseph Mill (1837 - 1879), qui est aussi un caricaturiste pro-républicain et un défenseur de l'abolition de l'esclavage, et surtout Henri Nicolas Vinet (1817 - 1876), arrivé à Rio de Janeiro en 1856, disciple de Corot et de l'emblématique école de Barbizon à Fontainebleau.  
La nature exubérante de Rio de Janeiro, avec ses montagnes et ses forêts denses, fascine ces artistes : en 1860, Vinet quitte la ville pour entrer en contact direct avec la nature, voyageant dans les forêts pour les connaître et les observer de près. Il donne des cours particuliers dans son atelier entre 1966 et 1972.
À l'âge de 16 ans, Júlia participe à l'Exposition générale des beaux-arts de Rio de Janeiro en 1870. Elle y est présentée comme élève du peintre et caricaturiste français Joseph Mill. Au cours cette exposition, elle reçoit une médaille d'argent pour Souvenir de Petrópolis et une copie de Gustave Doré (Les Grenouilles qui demandent un Roi). Elle participa à l'édition suivante avec ses deux sœurs en 1879. Elle y reçoit une mention avec Vue de Santa Maria Madalena, Vue de Nova Friburgo et Étude de paysage.

### La sœur peintre: Emília de Alto Mearim

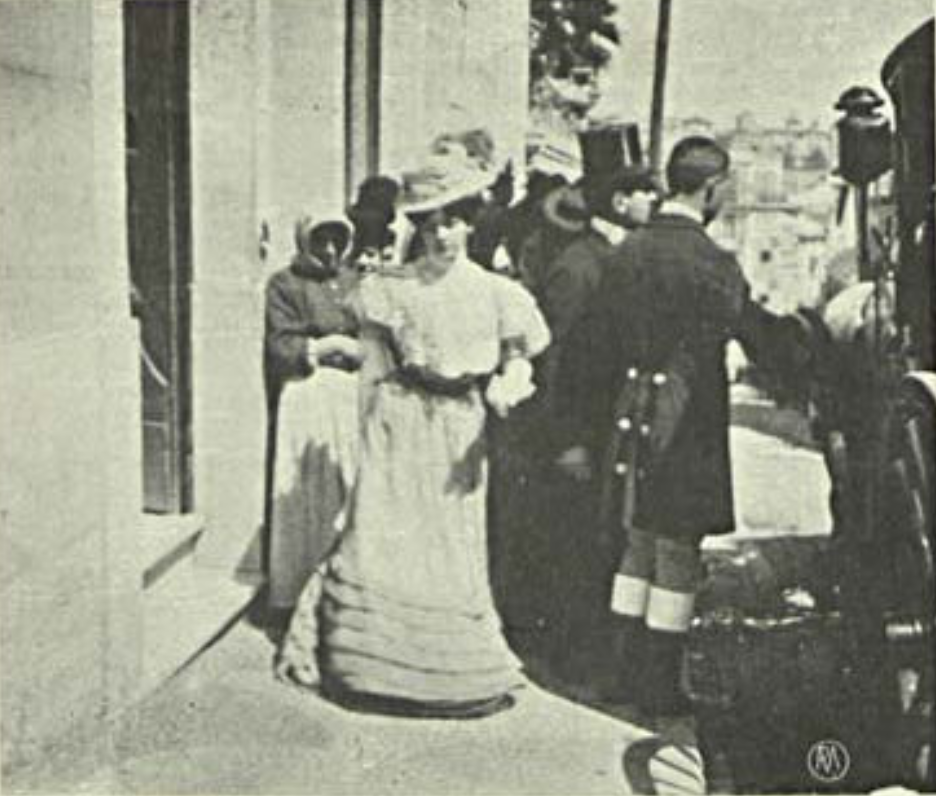
Júlia de Sistelo à Lisbonne, le 20 avril 1907, au mariage de sa nièce Beatriz Labourdonnay Roque de Pinho avec le marquis d'Alegrete.

Júlia Labourdonnay Gonçalves Roque est la fille aînée de sa famille. Sa sœur Isabel était aussi peintre et mourut à l'âge de 32 ans en 1888 à Rio de Janeiro. La sœur cadette, Emília Labourdonnay Gonçalves Roque, devient une peintre de renom au Portugal avec qui Júlia va exposer en parallèle tout au long de sa carrière. Leur père retourne au Portugal en 1881 et achete à un aristocrate, l'année suivante, le domaine de Casal Soeiro à Arcos de Valdevez, où Emília s'installe. Après son mariage en 1894, Emília devient Comtesse d'Alto Mearim (nom avec lequel elle signe désormais son œuvre). Elle réside alors entre le Palacete de Alto Mearim à Matosinhos et le Palacete de la Rua do Salitre à Lisbonne, où elle reçoit sa sœur Júlia. Emilia a été l'élève du peintre José Malhoa et d'Édouard Toudouze à Paris. Elle est morte en 1939.

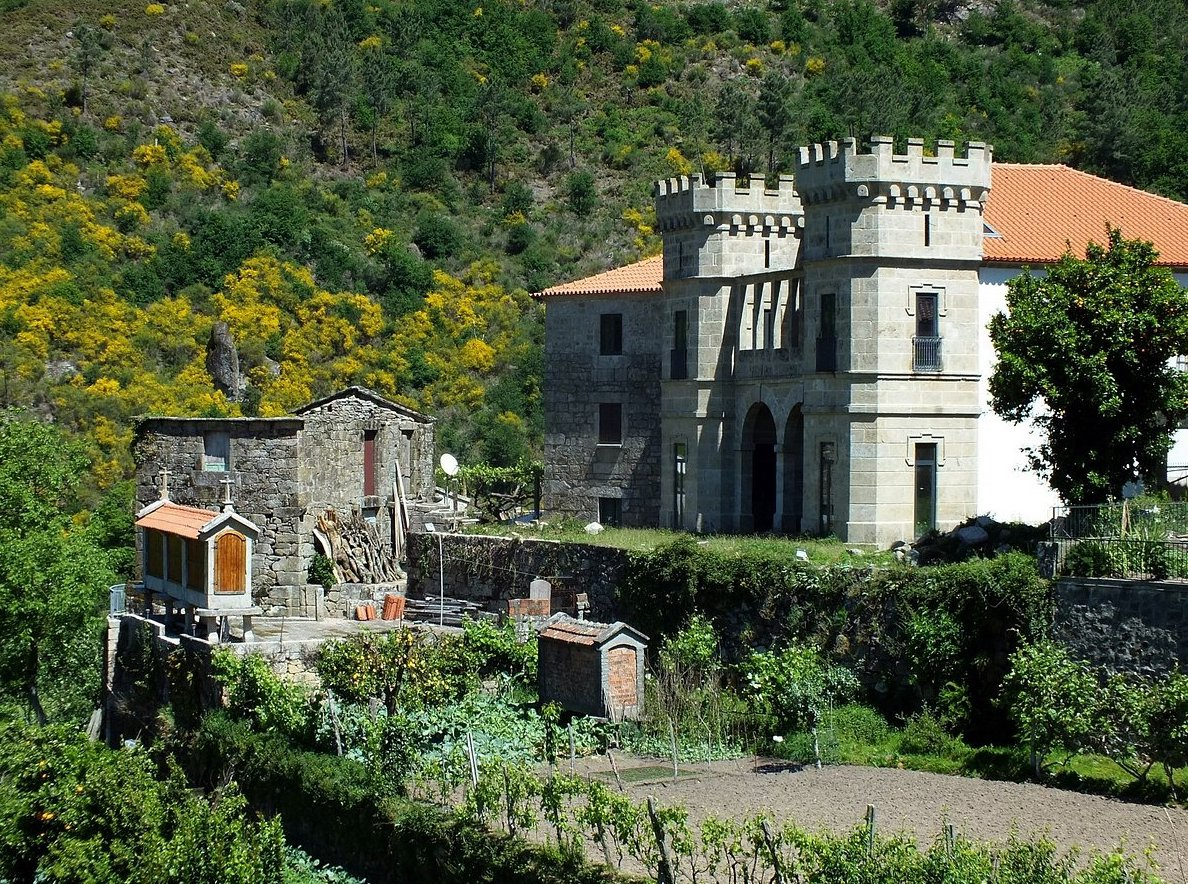
Château de Sistelo, v. 1880, de style néo-gothique, construit par l'époux de Júlia de Sistelo à Sistelo, un village classé patrimoine national de la commune de Arcos de Valdevez.

### Le Château de Sistelo
Júlia Labourdonnay Gonçalves Roque se marie à Rio de Janeiro en 1870 avec son oncle, le frère cadet de son père, Manuel António Gonçalves Roque (1834 - 1886). De vingt ans son aîné, il a lui aussi émigré très jeune pour suivre son frère au Brésil, où il avait fait fortune comme marchand. À partir de 1880, les séjours de Júlia au Portugal avec son mari deviennent de plus en plus fréquents. Cette année là son mari est reconnu comme mécène d'initiatives sociales et artistiques au Brésil et au Portugal, nommé vicomte de Sistelo. À cette époque, l'attribution des titres de noblesse s'était répandue au point de rendre populaire la formule de l'écrivain portugais Almeida Garrett : « -Fuis chien qu'on te donne te titre de baron ! -Où puis-je fuir si on me fait devenir vicomte ? ». Le vicomte de Sistelo est un soutien financier de l'association des architectes et archéologues portugais et du Cabinet royal portugais de lecture à Rio de Janeiro. Il fait construire le Château de Sistelo, ainsi que la fontaine, l'école et le tombeau où la famille est enterrée . Ils n'ont pas d'enfants. Júlia devient veuve en 1886, âgée de 32 ans. C'est précisément à partir de là que sa carrière connaît un grand développement.

### L'Académie Julian à Paris
Júlia rejoint alors en 1886 son père et sa soeur au Portugal et devient l'élève du peintre naturaliste portugais José Malhoa. Veuve et disposant d'une fortune considérable, elle finance ses études artistiques en s'inscrivant en 1891-1893 à l'Académie Julian à Paris. Cette école serait également fréquentée en 1899 et 1900 par la peintre portugaise Aurélia de Souza et par sa sœur, Sofia de Souza. L'Académie Julian a été l'une des premières écoles à accepter d'intégrer les femmes dans les cours d'éducation artistique, précédant l'École des Beaux-Arts de Paris. Dans cette institution artistique, Júlia est élève de l'atelier de Gabriel Ferrier et William Bouguereau, situé au 5 rue de Berri, à côté des Champs Elysées (et à proximité de son domicile rue Pierre Charron puis au 4 rue Boccador), mais elle suit également des cours à l'atelier du Passage des Panoramas (27 Galerie Montmartre). Le journal d'une élève de l'Académie, la célèbre artiste Marie Bashkirtseff, publié à titre posthume en 1888, avait connu un immense succès international et fait de l'Académie Julian un objectif pour de nombreuses femmes en quête d'émancipation. Historiquement, elle est la quatrième femme brésilienne à être inscrite à cette école. Parmi les artistes portugaises, Júlia de Sistelo n'a été précédée à l'Académie Julian que par la sculptrice Albertina Falker, inscrite en 1887-1888, qui avait déjà été la première femme à entrer à l'Académie nationale des beaux-arts de Lisbonne en 1879. Júlia de Sistelo a également étudié l'esthétique et l'histoire de l'art avec Anatole Marquet de Vasselot au 7 rue Talma à Paris.

### Expositions et participation aux Salons parisiens

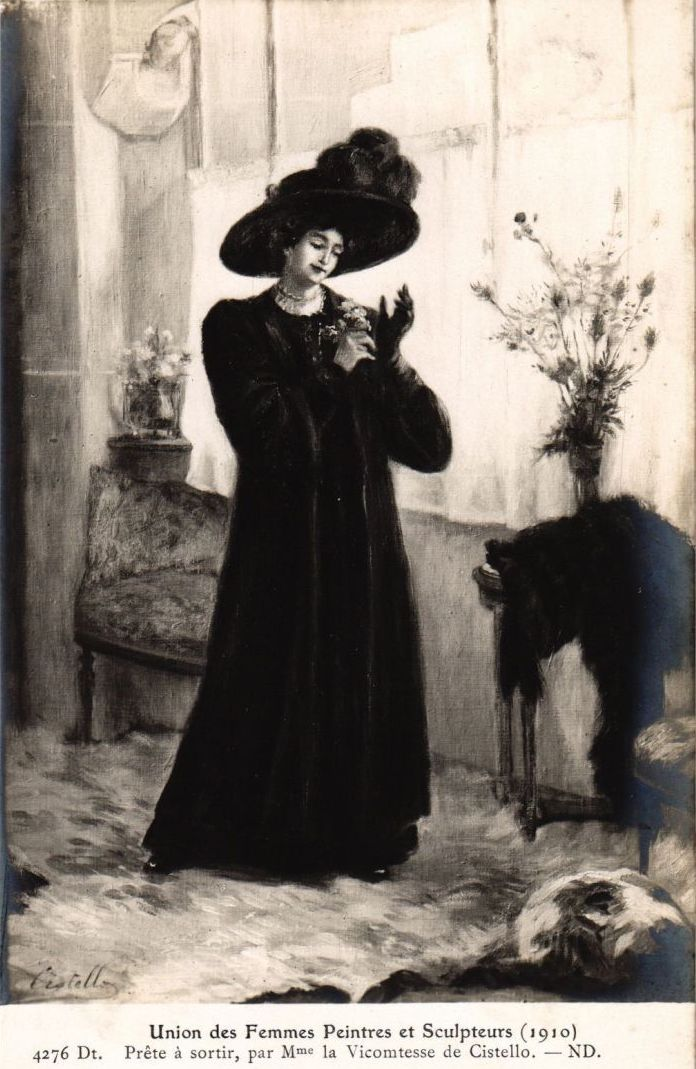
Julia de Sistelo, Prête à sortir, 1910, tableau présenté au salon de l'Union des femmes peintres et sculpteurs à Paris.

Júlia Labourdonnay Gonçalves Roque est l'une des premières femmes artistes portugaises-brésiliennes à exposer dans les salons parisiens, en 1897 avec Pietà et en 1898 avec Communiante au Salon de la Société des Artistes Français . En 1900, elle expose au pavillon du Portugal de l'Exposition universelle de 1900 à Paris, où elle résidait (avec les tableaux La Fin d'une ondine, Rose de Noël, Irène, L'Anniversaire). En 1905, elle expose au salon de la Société nationale des beaux-arts de Paris avec le tableau Réveil et au salon des artistes féministes Union des femmes peintres et sculpteurs à Paris avec La Jatte. En 1906, elle se présente à nouveau dans ces deux salons, respectivement avec Dans l'atelier et avec trois paysages (dont Arcos de Valdevez) ; en 1908 à l'Exposition nationale de Rio de Janeiro (avec les tableaux Pêcheur (Matosinhos), Première étoile (Liça da Palmeira), Castelo do Queijo (Foz do Douro), Olaias en flore (Tapada da Ajuda, Lisbonne), Temps brumeux (Rive de Seine, Paris), Coucher du soleil (Rive de Seine, Paris) et Le rosaire) ; en 1909 au salon de la Société Nationale des Beaux Arts à Paris avec le tableau La Réponse ; en 1910 au Salon de la Société Nationale des Beaux Arts à Paris avec La Grand-Mère et au Salon de l'Union des femmes peintres et sculpteurs à Paris (avec Fleurs des Champs, Solitude, Coucher du soleil, Les Capucines et Prête à sortir). En 1912, elle expose ce qui est peut-être son tableau le plus connu,Sous les Pommiers au salon de la Société nationale des beaux-arts à Paris. En 1913, elle expose à nouveau au même salon avec le tableau Jeune fille, Portrait. Elle est membre fondatrice du « Cercle des artistes brésiliens » à Paris. Toujours en 1913, elle expose à nouveau Sous les Pommiers au salon des femmes peintres et sculpteurs et le célèbre poète et critique Guillaume Apollinaire écrit dans le journal L'Intransigeant qu'il s'agit « d'une des peintures les plus gracieuses ». En 1924, elle participe une dernière fois au salon de la Société nationale des Beaux-Arts avec  Reflets.
À partir de 1905, Julia de Sistelo expose aux salons annuels de l'organisation féministe Union des Femmes Peintres et Sculpteurs qui se tiennent au Grand Palais. L'Union fondée par Hélène Bertaux est considérée comme l'une des premières sociétés de femmes artistes et leur Salon a généré d'importantes innovations : sans jury de sélection (jusqu'en 1896) et sans hiérarchies entre genres de peinture, ouvert au design et aux arts appliqués, leur Salon introduisait aussi une préoccupation pour le corps dans l'espace, avec des divans pour se reposer. Júlia de Sistelo a participé à 19 éditions de ce salon féministe entre 1905 et 1932, à l'époque où il était dirigé par la duchesse d'Uzès.
Elle participe également aux Expositions générales des Beaux-Arts de Rio de Janeiro : en 1896 (avec A Saudade), 1901 (avec Premiers flocons et Trottins), 1902 (avec Un Flegmar), 1912 (avec La Grand Mère et Fleurs des Champs), 1913 (avec Faneuse (Sainte-Marguerite-sur-Mer  Normandie et Antonine (Sainte-Marguerite-sur-Mer Normandie)) et 1922 (avec Femme et fleurs, Vase aux fleurs et Ladeira).

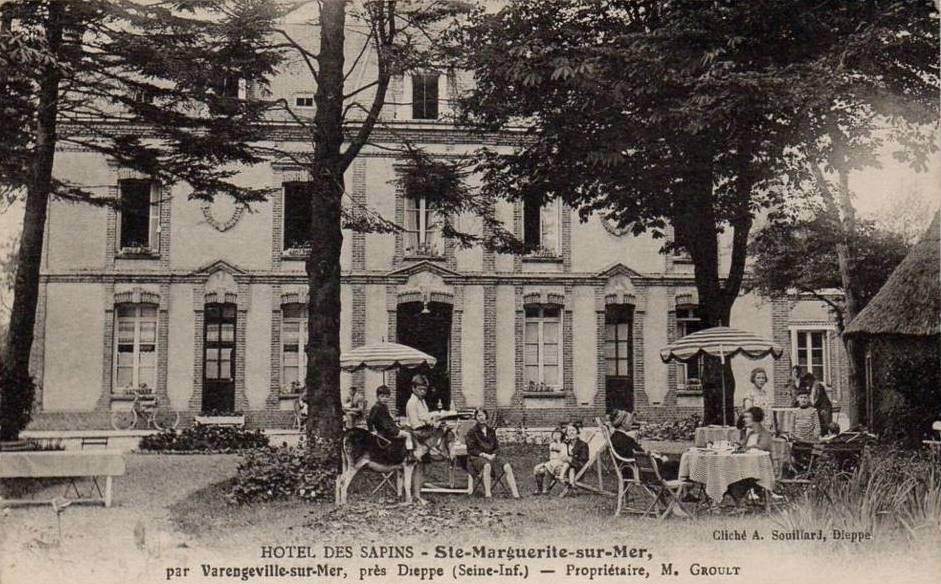
Hôtel des Sapins à Sainte-Marguerite-sur-Mer (Chemin Jean-Jacques Rousseau), à proximité du Phare d'Ailly, site du tableau Sous les pommiers. À droite, une chaumière typique de la Normandie.

Le journal français Le Figaro annonce régulièrement sa présence (« vicomtesse et Mlle de Sistello ») lors d'événements mondains à Paris entre janvier 1901 et juin 1914, un mois avant le déclenchement de la Première Guerre mondiale. Entre 1898 et 1906, son adresse est près du Parc Monceau, rue Margueritte, et en 1909 à quelques mètres de là, au 134 rue de Courcelles. Entre 1904 et 1913, elle effectue des séjours estivaux sur la côte normande, à Sainte-Marguerite-sur-Mer où elle peint plusieurs tableaux, dont Sous Les Pommiers, à l'Hôtel des Sapins, avec des chaumières en arrière plan. La commune voisine de Varengeville-sur-Mer était très recherchée par les artistes : Júlia y est allée à la rencontre du peintre naturaliste Jean-Jacques Rousseau, son professeur, qui y fit construire sa maison-atelier en 1904 sur la route du phare d'Ailly (et deviendra maire de la commune de Sainte-Marguerite-sur-Mer entre 1919 et 1935). Il était disciple du peintre Alfred Roll qui y possédait également une résidence d'été. Dès 1917, elle indique son adresse à Nice (au 11 bis avenue Auber, face au Jardin Mozart) dans le sud de la France, où le Musée des Beaux-Arts acquiert son tableau Sous les Pommiers.
Elle participa plusieurs fois au Salão da Sociedade Nacional das Belas Artes à Lisbonne : en 1895 (avec A Canção Preferida), 1896 (avec Pietas, qui obtint une médaille) et 1897 (avec Vasco de Gama). Elle participe à nouveau en 1901 (avec cinq toiles dont Boulangère parisienne), 1902 (avec Un Flegmar, Sur les fortifications de Paris et Nature morte), 1904 (avec Paysage Sainte Marguerite, Normandie), 1905 (avec Quai Michelet, Bal de l'Artilleur, Maison du Passeur), 1906 (avec O Rosário), 1909 (avec plusieurs tableaux déjà exposés à l'Exposition Nationale de Rio de Janeiro), 1910 (avec Solitude (Sainte Marguerite sur Mer). Après l'instauration de la République au Portugal, elle revient seulement en 1916 (avec Paysage, Castelo da Foz (Foz do Douro), Paysage (banlieue de Paris au crépuscule)), 1917 (avec La Première Lettre) et 1923 avec Na Horta.

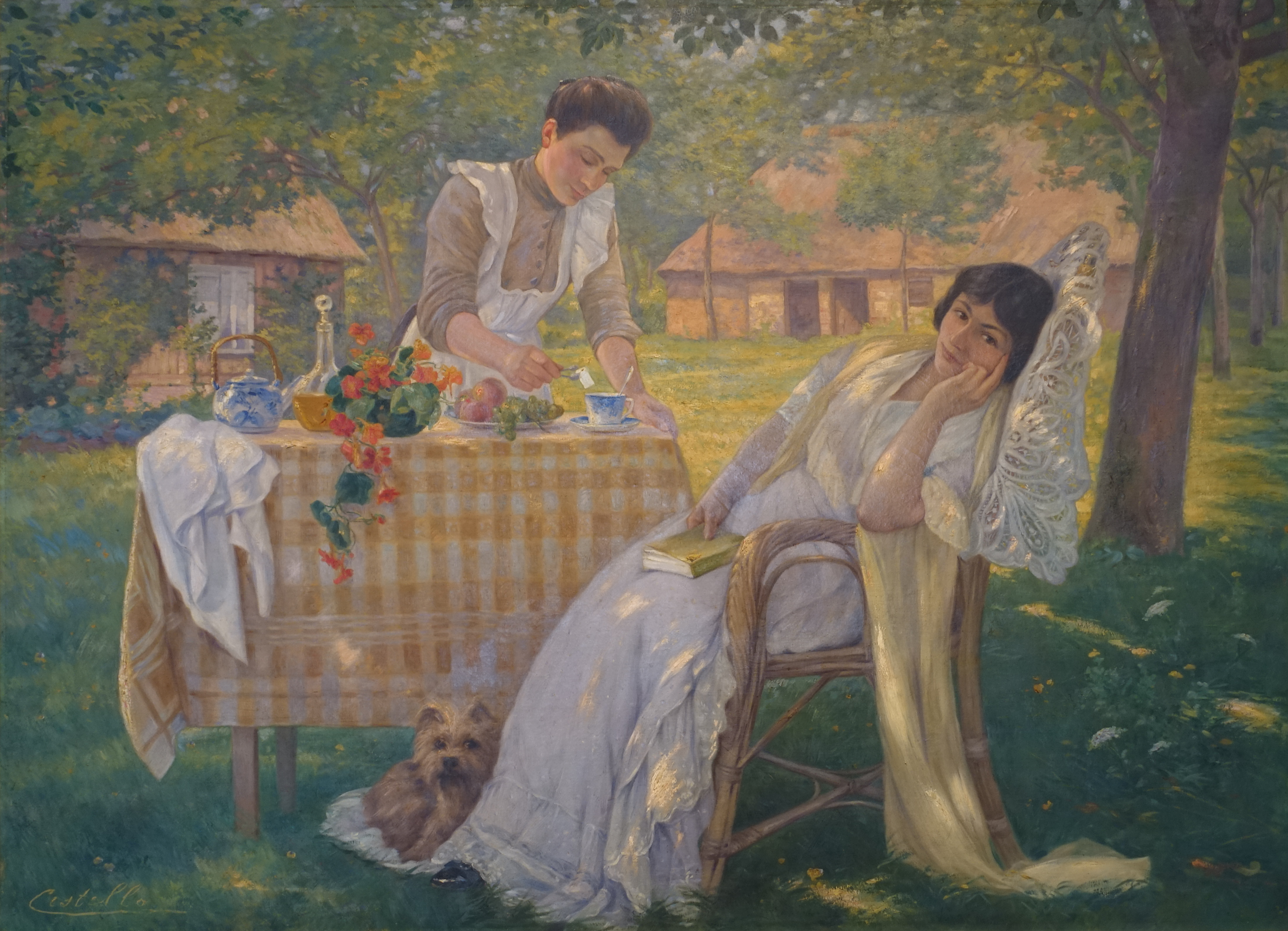
Júlia Labourdonnay Gonçalves Roque, Sous les pommiers ou Le thé à la campagne, 1912, huile sur toile. Présentée au Salon de la Société Nationale des Beaux Arts à Paris en 1912. Collection du Musée des Beaux-Arts Jules Chéret, Nice.

Elle meurt en 1932 à l'âge de 79 ans.

## Contexte, parcours et travail
Son œuvre et son parcours permettent d'analyser la figure de l'émigrant portugais au Brésil qui revient fortuné au Portugal, très présente dans l'imaginaire de la population portugaise et brésilienne. Ce changement de classe sociale cherchait le plus souvent à effacer l'exploitation coloniale sous-jacente à la richesse cumulée (ainsi le père de l'artiste avait été condamné en 1846 par la marine britannique, car il conduisait un navire négrier malgré l'interdiction de la traite). Cet effacement se faisait à travers l'obtention de titres de noblesse et des actions de mécénat (notamment la construction d'écoles et de bibliothèques, afin d'améliorer les conditions de l'émigration future : Cabinet Portugais de Lecture, Liceu Literário Português ou encore l'école primaire de Sistelo et le Lycée de Alto Mearim à Matosinhos, concernant le mécénat du mari et du beau-frère de l'artiste). Au retour au Portugal, cette émigration a introduit une originalité dans l'architecture (cavec ce qu'on appelle les Maisons brésiliennes) qui sont devenues la cible de préjugés dus à une ascension sociale jugée trop rapide, et sont demeurent encore dépréciées.
Le parcours de l'artiste est aussi emblématique de la terrible inégalité entre les sexes imposée aux femmes : les mariages de convenance économique (y compris pour établir des alliances avec une aristocratie cultivée mais en faillite), le mépris permanent dont ont fait l'objet les carrières artistiques des femmes, surtout après qu'elles ont passé l'âge jugé adéquat pour se marier, par les critiques d'art de l'époque et par les historiens. Mais son parcours permet aussi d'analyser l'autonomie acquise à travers le statut de veuve, qui représentait une menace pour le pouvoir masculin. Le combat personnel de Júlia de Sistelo a affirmé sa volonté de poursuivre un travail artistique. Elle a été pionnière dans sa décision de surmonter les obstacles pédagogiques et d'intégrer les milieux artistiques féministes de la capitale de la Belle Époque, à travers sa participation à l'Union des femmes peintres et sculpteurs. Son œuvre Femme peignant sous un parasol, produisant un effet miroir (en se représentant dans la position de la peintre devant sa toile), est paradigmatique d'une nouvelle réalité dans laquelle les femmes artistes avaient quitté l'univers domestique pour peindre en plein air (suivant les préceptes de l'école de Barbizon) tout en cherchant à représenter les métiers des classes populaires (avec ses portraits d'une fermière du nord du Portugal, d'un pêcheur de Matosinhos, d'une boulangère parisienne ou d'un faneuse normande). Cependant, la diffusion de cartes postales avec des reproductions de ses oeuvres exposées aux salons, associerait plus souvent son travail à l'expérience d'une femme solitaire de classe privilégiée. Son œuvre est irrémédiablement associée aux styles académiques du XIXe siècle, loin des avant-gardes du quartier Montparnasse, mais il faut se rappeler que lorsque le peintre moderniste portugais Amadeo de Souza-Cardoso arrive à Paris en 1906 à l'âge de 19 ans, Júlia a déjà 53 ans.

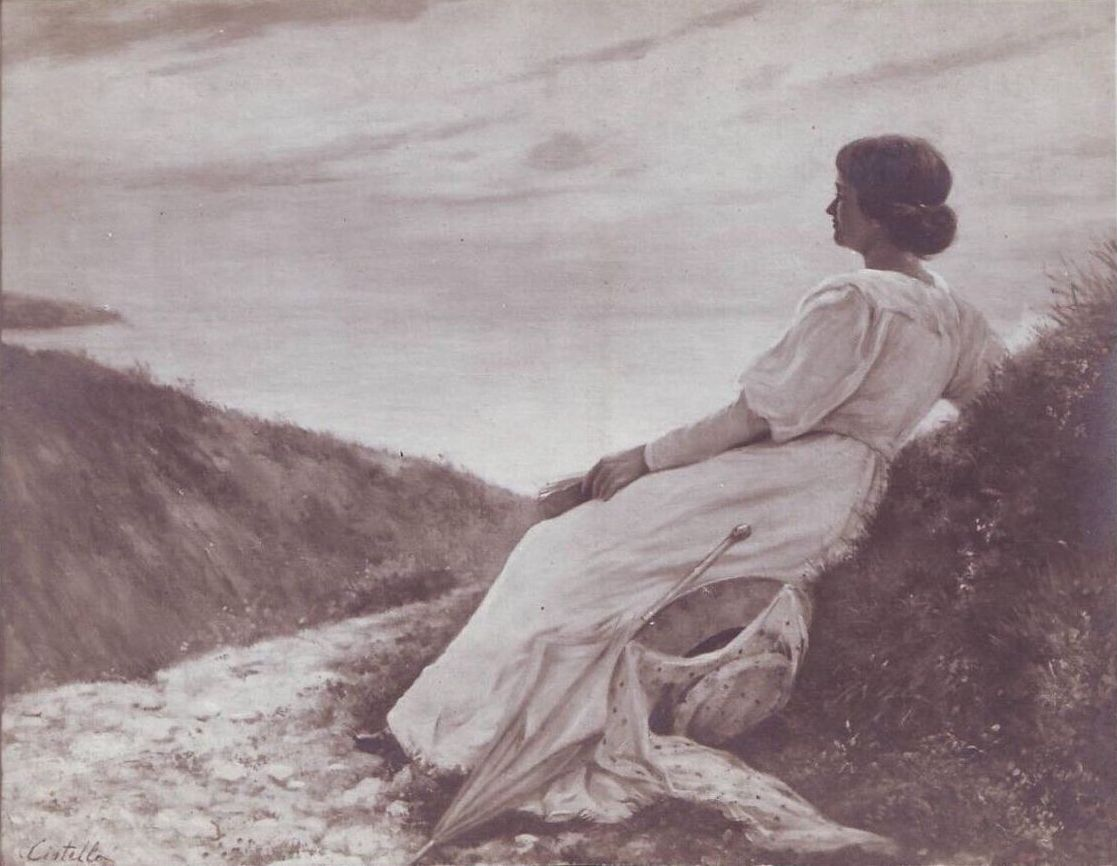
Julia de Sistelo, Solitude (Sainte-Marguerite-sur-Mer), 1910. Présenté pour la première fois au Salon féministe de l'Union des femmes peintres et sculpteurs à Paris et au Salon de la Société nationale des beaux-srts à Lisbonne (où il a été acquis par sa sœur Emília).

Pour l'historienne de l'art Maria da Luz Quintão de Jesus Pinheiro, le tableau Sous les pommiers (1912) de Júlia de Sistelo utilise le jardin comme un lieu d'introspection, valorisant un personnage féminin et exacerbant le sentiment mélancolique et méditatif. Le personnage aborde directement le spectateur à travers son regard, et le contexte met en lumière son statut de femme privilégiée, à travers la serveuse qui prépare le thé. C'est aussi un témoignage de l'importance accordée par les femmes privilégiées à l'éducation, représentant des personnages féminins en train de lire, ou dans le cas de La Réponse (1909) de l'importance de l'écriture dans la vie des femmes. En l'occurrence une écriture épistolaire, représentant une femme qui a posé son ombrelle et son chapeau, assise devant un petit bureau rempli de cahiers, renvoyant le spectateur à l'état psychologique du modèle.

## Peintures

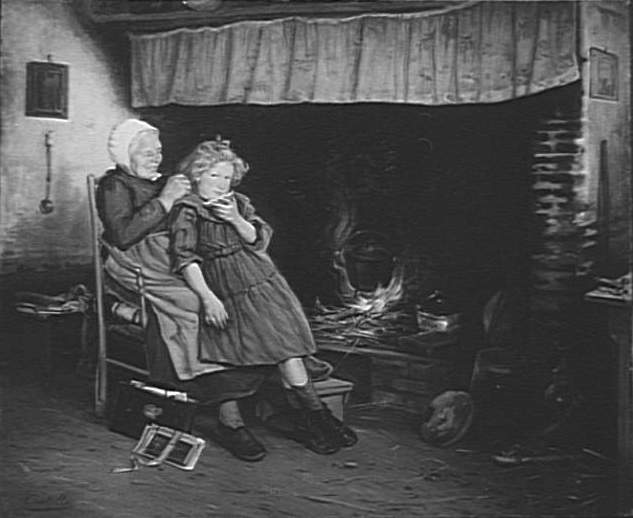
La Grand-Mère, présentée au Salon de la Société nationale des Beaux-Arts à Paris en 1910.
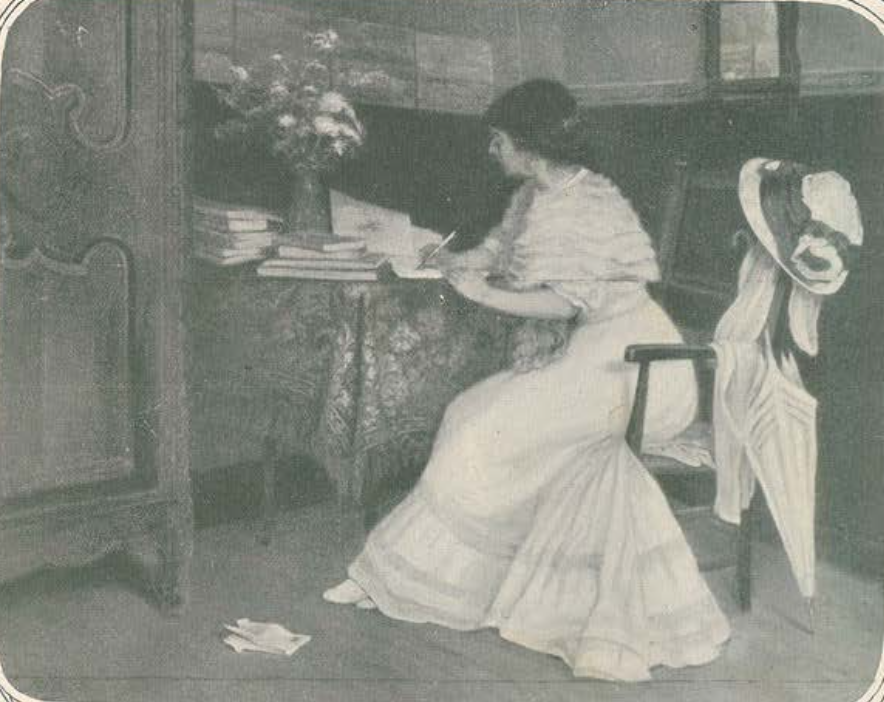
La Réponse, tableau présenté au Salon de la Société nationale des Beaux Arts à Paris en 1909.
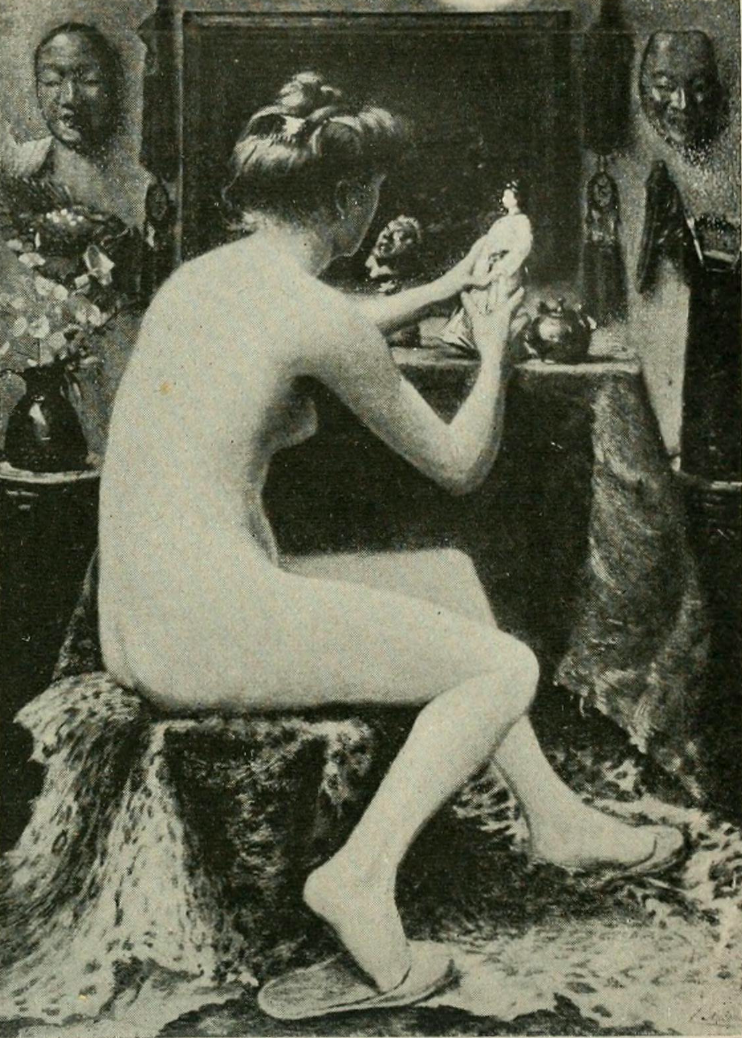
Dans l'atelier, 1906. Présenté au Salon de la Société nationale des beaux-arts à Paris. L'atelier de l'artiste était au 10, rue Margueritte, à deux pas du Parc Monceau.
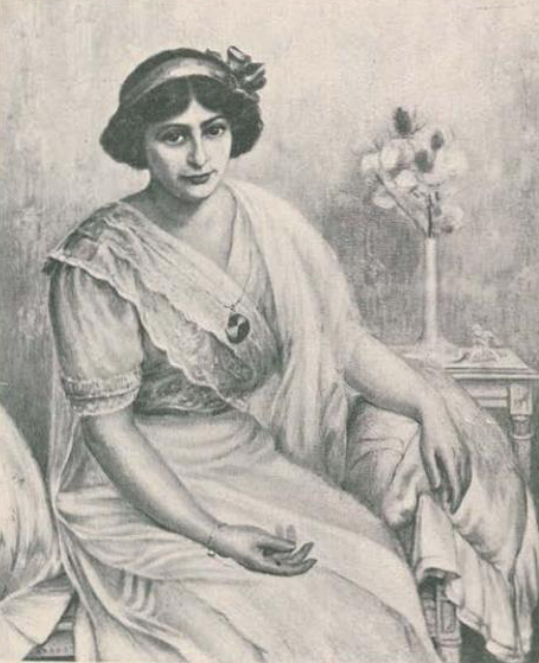
Jeune fille, portrait, huile sur toile, présentée au Salon de la Société nationale des beaux-arts à Paris en 1913. Reproduit dans Illustration portugaise, 2e série, no 375, 1913.
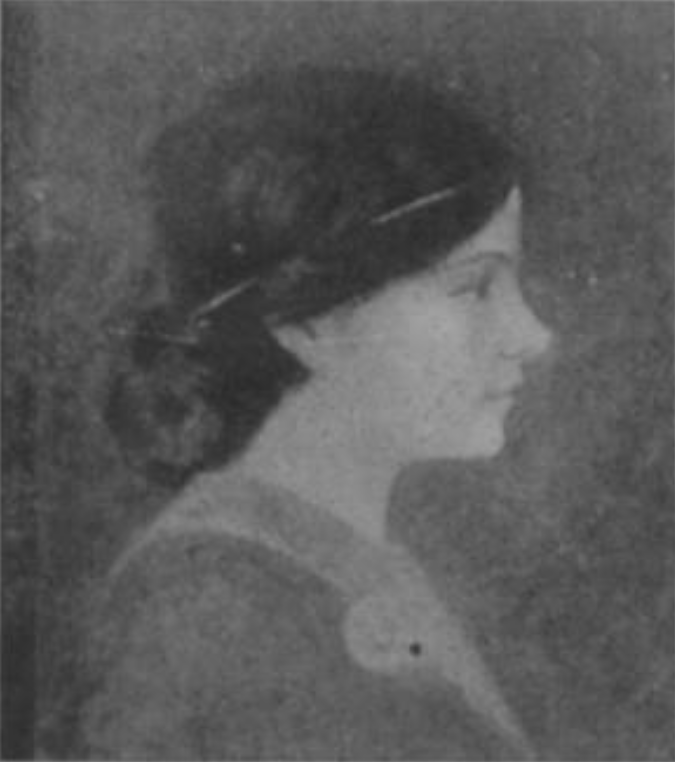
Irène, 1900. Présenté à l'Exposition universelle de 1900 à Paris (un des rares tableaux de la représentation portugaise qui a été reproduit dans le catalogue). Irène est la nièce de l'artiste.
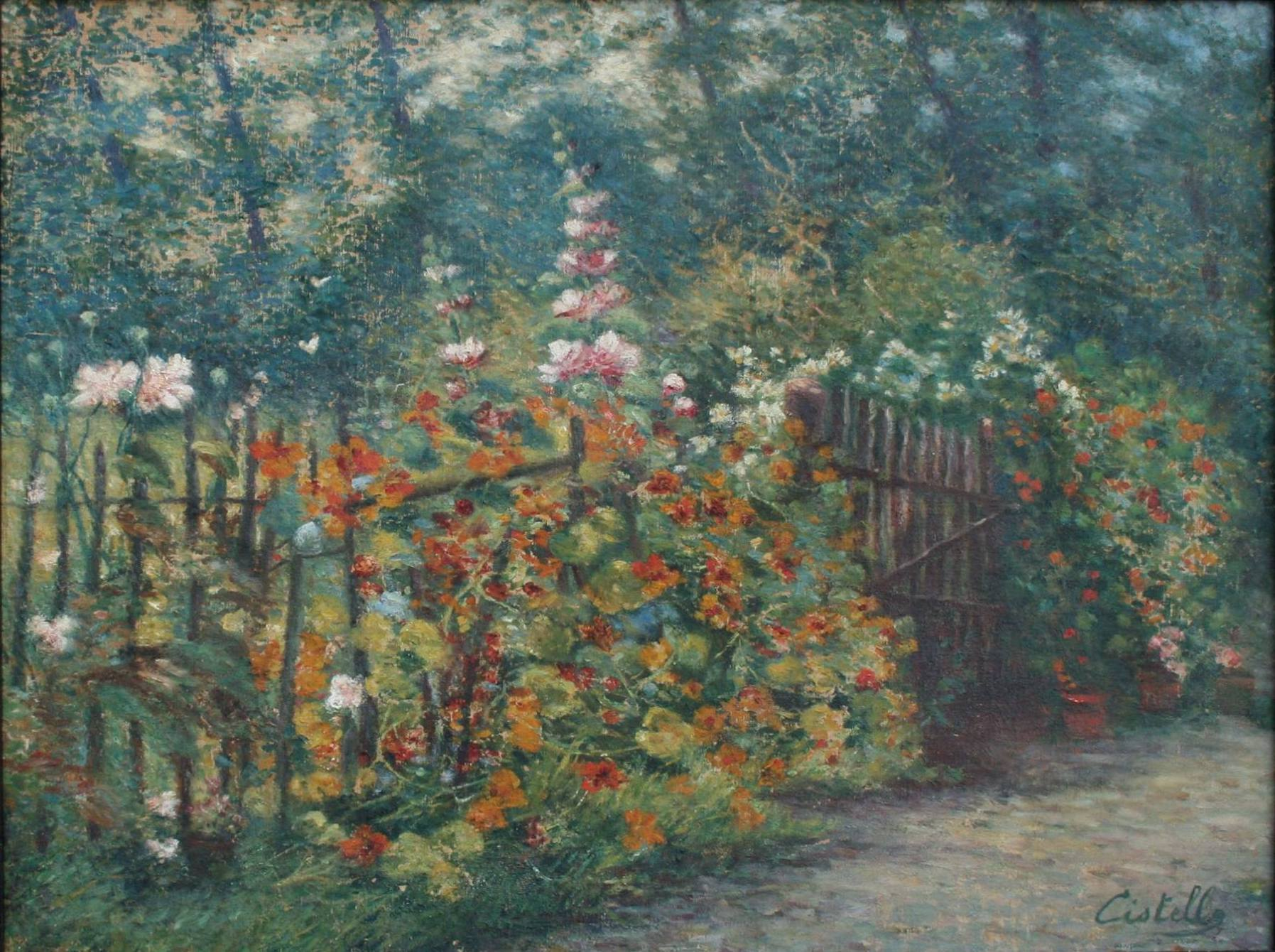
Les Fleurs du Jardin, sd, 18 × 24 cm.
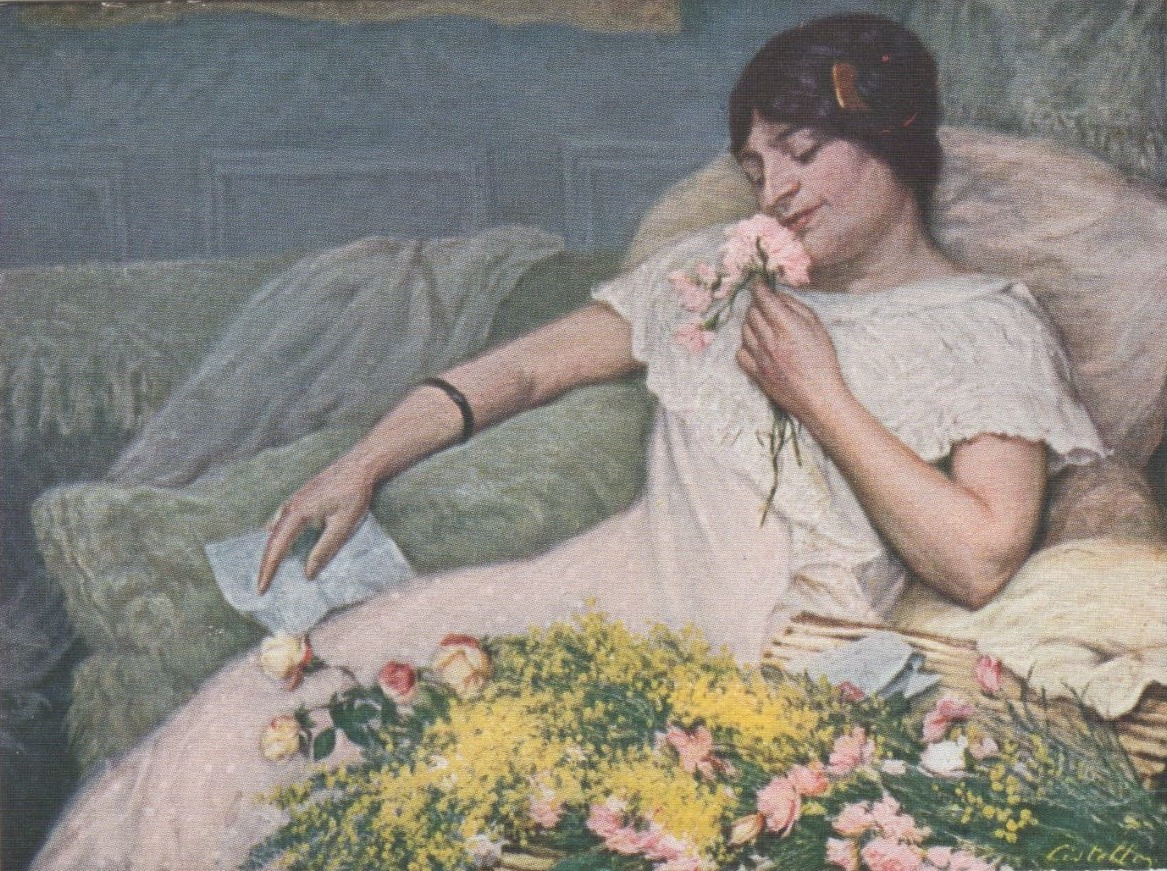
Envoi de Fleurs, sd.
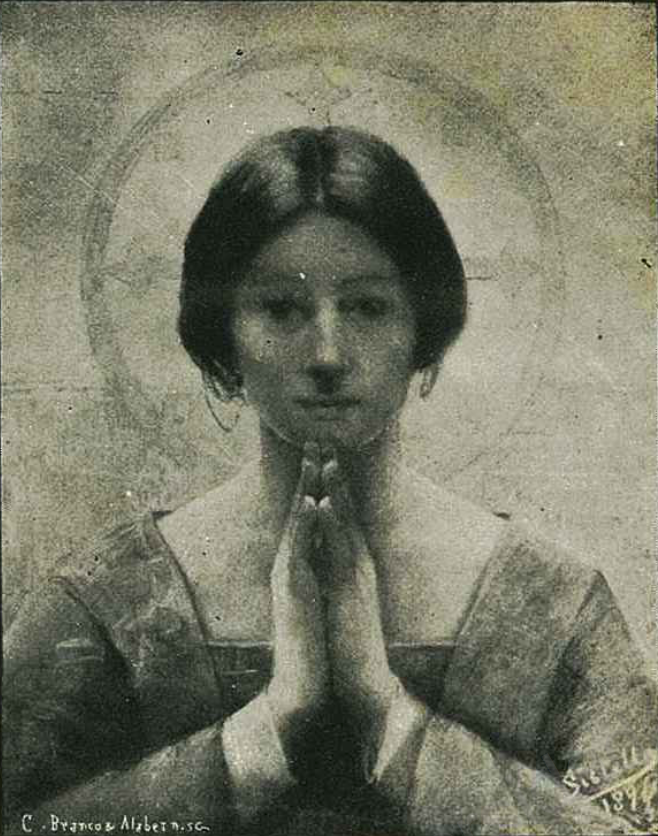
Pietas, 1896. Présenté à l'Exposition du Grémio Artístico de Lisboa 1896.